# Olympisch stadion

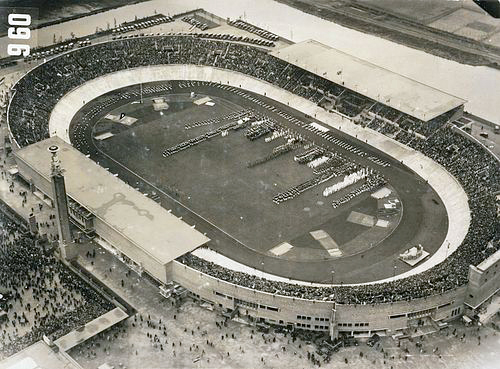
Olympisch Stadion van Amsterdam in 1928

Een olympisch stadion is het hoofdstadion dat gebruikt wordt voor Olympische Zomerspelen in een stad, of een stadion dat vernoemd is naar de 'Olympus' als sportlocatie, zonder dat daar Spelen plaatsvinden. Het olympisch stadion is de hoofdlocatie voor de spelen, waar vooral openings- en sluitingsceremonies plaatsvinden, het (belangrijke) atletiekprogramma, en enkele andere sporten. Tegenwoordig maakt het stadion deel uit van een groot aantal voorzieningen: sporthallen, banen, velden plus verbindingen, parken en dergelijke. Tijdens de Olympische Winterspelen is het olympisch stadion het stadion waarin de openings- en sluitingsceremonie plaatsvinden. In Rio de Janeiro, tijdens de Olympische Zomerspelen van 2016 vonden in het Olympisch Stadion echter alleen de atletiekwedstrijden plaats. De openings- en sluitingsceremonie vonden plaats in het Maracanã-Stadion. Hiermee waren deze spelen de eerste waarbij de openings- en sluitingsceremonie niet in het Olympisch Stadion plaatsvonden. Ook de Olympische Vlam brandde er niet. Deze brandde in de stad zelf op een plein voor het stadion.
Bij de Olympische Winterspelen van 2018 in Peyongchang was er zelfs een tijdelijk Olympisch Stadion, waarin de Openings- en Sluitingsceremonie plaatsvonden. Dit stadion bleef dus niet staan, maar werd na de Spelen weer afgebroken.
Het Olympisch Stadion van Peking is het eerste Olympisch Stadion dat zowel voor de Olympische Zomerspelen(in 2008) als voor de Olympische Winterspelen(in 2022) werd gebruikt, aangezien Peking de eerste stad was die beide Spelen mocht organiseren.
Tijdens de Olympische Zomerspelen 2024 in Parijs was er geen Olympisch Stadion. De Openingsceremonie vond midden in de stad plaats, op en rond de Seine en de atletiekwedstrijden vonden plaats in het Stade de France, waar ook de Sluitingsceremonie plaatsvond. Hiermee fungeerde dit stadion als Olympisch Stadion. Net als bij de Olympische Spelen van 2016 brandde ook de Olympische Vlam niet in het stadion. Deze brandde net als in 2016 in de stad zelf, in een enorme ballon die boven de Tuilerieën zweefde. Hiermee waren dit de tweede Olympische Zomerspelen waarbij de Olympische Vlam niet in het stadion brandde.

## Olympische stadions

### Naar Olympische Spelen
| Stad           | Land                | Jaar      | Naam van het stadion             | Opmerking(en) |
| -------------- | ------------------- | --------- | -------------------------------- | --- |
| Athene         | Griekenland         | 1896      | Stadion Panathinaiko             | |
| Parijs         | Frankrijk           | 1900      | Vélodrome de Vincennes           | tegenwoordig vélodrome Jacques-Anquetil genoemd                                                                                              |
| St. Louis      | Verenigde Staten    | 1904      | Francis Field                    | |
| Londen         | Verenigd Koninkrijk | 1908      | White City Stadium               | afgebroken in 1985 |
| Stockholm      | Zweden              | 1912      | Stockholms Olympiastadion        | |
| Antwerpen      | België              | 1920      | Olympisch Stadion                | Thuishaven van K. Beerschot V.A. |
| Parijs         | Frankrijk           | 1924      | Stade de Colombes                | sinds 1928 Stade Yves-du-Manoir, fungeerde tijdens de Olympische Zomerspelen van 2024 die eveneens in Parijs plaatsvonden als hockeystadion. |
| Amsterdam      | Nederland           | 1928      | Olympisch Stadion                | |
| Los Angeles    | Verenigde Staten    | 1932      | Los Angeles Memorial Coliseum    | |
| Berlijn        | Duitsland           | 1936      | Olympisch Stadion                | Hertha BSC speelt hier de voetbalwedstrijden                                                                                                 |
| Londen         | Verenigd Koninkrijk | 1948      | Wembley                          | |
| Helsinki       | Finland             | 1952      | Olympisch Stadion                | |
| Melbourne      | Australië           | 1956      | Melbourne Cricket Ground         | |
| Rome           | Italië              | 1960      | Olympisch Stadion                | |
| Tokio          | Japan               | 1964      | Olympisch Stadion                | In 2015 afgebroken |
| Mexico-Stad    | Mexico              | 1968      | Estadio Olímpico Universitario   | |
| München        | West-Duitsland      | 1972      | Olympisch Stadion                | van 1972 tot 2005 thuishaven van FC Bayern München en TSV 1860 München                                                                       |
| Montréal       | Canada              | 1976      | Olympisch Stadion                | |
| Moskou         | Sovjet-Unie         | 1980      | Olympisch Stadion Loezjniki      | |
| Sarajevo       | Joegoslavië         | 1984      | Asim Ferhatović Hasestadion      | |
| Los Angeles    | Verenigde Staten    | 1984      | Los Angeles Memorial Coliseum    | Zelfde stadion als in 1932, alleen andere naam                                                                                               |
| Seoel          | Zuid-Korea          | 1988      | Olympisch Stadion                | |
| Barcelona      | Spanje              | 1992      | Olympisch Stadion Lluís Companys | Sants-Montjuïc |
| Atlanta        | Verenigde Staten    | 1996      | Centennial Olympic Stadium       | nu heet het Turner Field |
| Sydney         | Australië           | 2000      | ANZ Stadium                      | voorheen Telstra Stadium genaamd |
| Athene         | Griekenland         | 2004      | Olympisch Stadion Spyridon Louis | |
| Peking         | China               | 2008/2022 | Olympisch Stadion                | |
| Londen         | Verenigd Koninkrijk | 2012      | Olympisch Stadion                | vanaf 2016 thuishaven van West Ham United |
| Rio de Janeiro | Brazilië            | 2016      | Olympisch Stadion João Havelange | locatie voor atletiekcompetitie; ceremonies vonden plaats in Maracanã                                                                        |
| Tokio          | Japan               | 2020      | Nieuw Olympisch Stadion          | het stadion uit 1964 is afgebroken en op dezelfde plaats is een nieuwe stadion gebouwd                                                       |

### Olympisch in naam
- Bakoe: Olympisch Stadion
- Berlijn: Deutsches Stadion; gebouwd voor Olympische Spelen 1916, maar niet gebruikt.
- Brugge: Olympiastadion; naam is nu gewijzigd
- Helsingborg: Olympia
- Istanboel: Atatürk Olympisch Stadion
- Kiev: NSK Olimpiejsky
- Pyeongchang: Olympisch stadion
- Radès: Olympisch Stadion
- Serravalle: Olympisch Stadion
- Sevilla: Olympisch Stadion
- Shenyang: Olympisch Stadion
- Sotsji: Olympisch Stadion Fisjt
- Tianjin: Olympisch Stadion
- Turijn: Olympisch Stadion
- Waalwijk: Sportpark Olympia, sinds (de nieuwbouw in) 1996 Mandemakers Stadion geheten
- Wrocław: Olympiastadion